# カンザスシティ・ユニオンズ
カンザスシティ・ユニオンズ（Kansas City Unions）は、1884年に、ミズーリ州カンザスシティを本拠地とし、ユニオン・アソシエーションに加盟していたプロ野球チーム。別名は"Cowboys"（カウボーイズ）、もしくは"Kaycees"（ケイシーズ）。

## 球団史
1884年のユニオン・アソシエーション開幕当初に参加していたアルトゥーナ・マウンテンシティーがシーズン中に破綻したことを受け、本拠地をカンザスシティに移して新たなプロ球団として6月からリーグに参加、カンザスシティでは初めてのプロ球団となった。リーグ終了までに80試合以上を戦い、野手で述べ50人以上が出場、投手として登板した選手が20名にも上った。しかしシーズン終了時点でのチーム打率はわずか.191にとどまり、勝率は前身のアルトゥーナを下回る結果しか残せなかった。球団はリーグ解体とともに消滅した。

## 戦績
※順位は勝率による。
| 年度   | リーグ | 試合 | 勝利 | 敗戦 | 勝率 | 順位 | 監督                                                   | 本拠地                      |
| ------ | ------ | ---- | ---- | ---- | ---- | ---- | ------------------------------------------------------ | --------------------------- |
| 1884年 | UA     | 82   | 16   | 63   | .203 | 11位 | ハリー・ウィーラー マシュー・ポーター テッド・サリバン | Athletic Park (Kansas City) |

## 所属した主な選手
- ボブ・ブラック：プロ経歴は1年のみ。通算4勝9敗、防御率3.22。
- アーニー・ヒックマン

## 主な球団記録
- 通算安打数：37（キッド・ボールドウィン、バーニー・マクラフリン）
- 通算得点数：25（ボブ・ブラック）
- 通算勝利数：4（ボブ・ブラック、アーニー・ヒックマン）
- 通算奪三振：93（ボブ・ブラック）